# Milan Ramljak
Milan Ramljak (Čitluk kod Posušja, 29. rujna 1938. - 25. siječnja 2018.), hrvatski pravnik, bivši ministar u hrvatskoj vladi.
U prvoj Vladi RH (premijera Stjepana Mesića) bio je potpredsjednikom Vlade od 31. svibnja - 24. kolovoza 1990. godine.
U drugoj Vladi RH (premijera Josipa Manolića) bio je potpredsjednikom Vlade od 24. kolovoza 1990. do 17. srpnja 1991. godine.
U trećoj Vladi RH bio je potpredsjednikom Vlade.
U šestoj Vladi RH (premijera Zlatka Mateše) bio je potpredsjednikom Vlade od 14. svibnja 1998. do 13. travnja 1999. godine. Ministrom pravosuđa bio je od od 14. svibnja 1998. do 13. travnja 1999. Na tom je položaju naslijedio Miroslava Šeparovića. Nakon Ramljaka, na mjesto ministra pravosuđa došao je Zvonimir Šeparović.